# Mount Paterson, Antarktis
Mount Paterson är ett berg i Antarktis. Det ligger i Västantarktis. Nya Zeeland gör anspråk på området. Toppen på Mount Paterson är 417 meter över havet.
Terrängen runt Mount Paterson är huvudsakligen platt, men västerut är den kuperad. Terrängen runt Mount Paterson sluttar söderut. Trakten är obefolkad. Det finns inga samhällen i närheten.